# Insalate arabe

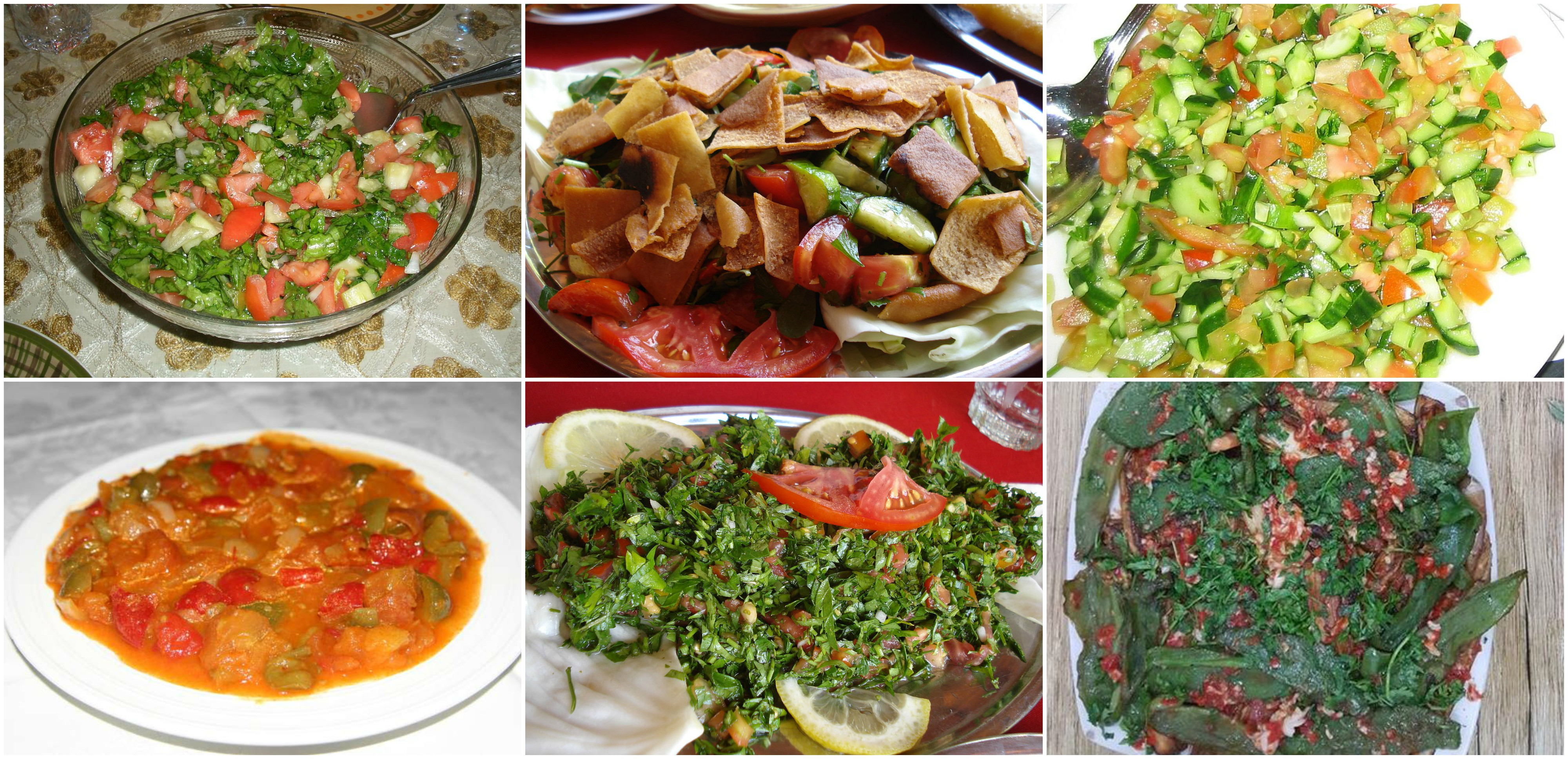
Una serie di insalate arabe: Insalata, Fattoush, Insalata palestinese, Tabbouleh e Raheb.

Di seguito è elencata una lista di insalate arabe. Nella cucina araba le insalate spesso precedono il pasto e sono solitamente servite in una varietà di piccoli piatti, come parte delle meze o in accompagnamento ad esse. Una delle insalate più popolari è il Tabbouleh, realizzata con prezzemolo finemente tritato assieme a pomodori, menta, cipolla e bulgur. Sono molto comuni insalate di vegetali misti o insalate di melanzane arrostite o ceci cotti.
La Pita, anche detta pane arabo e altri pani piatti sono comunemente serviti assieme alle insalete, così come i pani lievitati e una varietà di altri pani. Le insalate arabe sono tipicamente di semplice realizzazione.

## Varietà di insalate arabe
| Nome                 | Immagine | Regione     | Descrizione |
| -------------------- | -------- | ----------- | --- |
| Insalata araba       |          | Mondo arabo | Combina molte verdure e spezie diverse e spesso servito come parte delle Meze |
| Baba ganush          |          | Levante     | Piatto di melanzane arrostite e ridotte in poltiglia, mescolate con Tahina, olio d'oliva e vari condimenti. The Arabic bābā means "father", while ghannūj could be a personal name. The word combination is also interpreted as "father of coquetry" or "indulged/pampered daddy."                                                 |
| Tzatziki             |          | Mondo arabo | crema a base di yogurt, cetrioli, aglio, menta e olio |
| Fattoush             |          | Levante     | Insalata di pane a base di pezzi di Pita tostati o fritti ("khubz 'arabi) assieme a verdure miste. |
| Ful medames salad    |          | Levante     | Insalata di fagioli, con pomodori a pezzetti, cipolla, prezzemolo, succo di limone, olio d'oliva, pepe e sale. |
| Hummus               |          | Levante     | Crema realizzata con ceci bolliti e schiacciati, succo di limone, aglio, Tahina, sale, olio d'oliva e cumino. |
| Malfouf              |          | Levante     | Insalata di cavolo cappuccio, con succo di limone, olio d'oliva, aglio, sale e molta menta fresca o secca. |
| Mechouia             |          | Tunisia     | Insalata di vegetali grigliati misti: pomodoro, peperoni, cipolla e aglio |
| Qarymutah            |          | Siria       | Insalata di Bulgur, cipolla, prezzemolo, cetriolo, succo di limone, olio d'oliva, servita con foglie di vite. |
| Raheb                |          | Levante     | Piatto a base di melanzane e pomodoro. |
| Rubiyan              |          | Mondo arabo | Insalata di gamberi, pomodoro, maionese, foglie di lattuga, ketchup, mostarda, succo di limone e sale. |
| Insalata del pastore |          | Levante     | Insalata tritata di pomodoro e cetriolo finemente tagliati a dadini. Solitamente a base di pomodori, cetrioli, cipolle e prezzemolo, e conditi con succo di limone fresco, olio d'oliva e pepe nero. Generalmente i cetrioli non vengono sbucciati. La chiave è usare verdure molto fresche e tritarle il più finemente possibile. |
| Shaifura             |          | Siria       | Formaggio Shanklish con pomodoro a dadini, cipolla tritata e olio. |
| Tabbouleh            |          | Levante     | Insalata di prezzemolo, bulgur, menta, pomodoro, scalogno e altre erbe tritate finemente con succo di limone, olio d'oliva e vari condimenti, generalmente compreso pepe nero e talvolta cannella e pimento. |
| Insalata di frumento |          | Mondo arabo | Insalata di grano, mais, pomodori, carote, cetrioli sottaceti, limone, prezzemolo, olio d'oliva e sale. |